# Thanh Nguyên Hành Tư
Thiền sư Thanh Nguyên Hành Tư (zh. qīngyuán xíngsī 青原行思, ja. seigen gyōshi, 660-740) là Thiền sư Trung Quốc, môn đệ hàng đầu của Lục tổ Huệ Năng. Từ nhánh của sư xuất phát ra ba tông trong Ngũ gia thất tông là Tào Động Tông, Vân Môn Tông, Pháp Nhãn Tông. Sư có đệ tử đắc pháp duy nhất là Thiền sư Thạch Đầu Hi Thiên.

## Cơ duyên & hành trạng
Sư quê ở An Thành, Cát Châu, họ lưu. Sư xuất gia từ thuở bé, mỗi khi đông người tụ tập đàm luận đạo Phật, thường lặng thinh chẳng nói lời nào. Về sau, nghe Lục tổ Huệ Năng ở Tào Khê mở rộng cửa Thiền, pháp tịch khá long thịnh, sư bèn đến tham lễ Tổ.
Một hôm, sư hỏi Lục Tổ Huệ Năng: Tu hành thế nào thì không bị rơi vào phân biệt? Lục Tổ hỏi vặn lại sư: Ông từng tu hành thế nào ? Sư đáp: Tuy không theo tục đế, nhưng cũng không cầu tìm Thánh. Tổ hỏi: Vậy thì ông rơi vào phân biệt gì ? Sư đáp: Thánh đế còn không tìm cầu thì còn có phân biệt gì ?
Qua đó, Lục Tổ đối với sư có phần rất hài lòng với sở ngộ của sư. Trong hội Tào Khê, đồ chúng tuy đông, nhưng sư đứng hàng đầu, chẳng khác nào nhị Tổ Huệ Khả, tuy lặng thinh chẳng nói mà Tổ Đạt Ma ở Thiếu Lâm cho là được phần tủy của ngài.
Một hôm, Lục Tổ ấn chứng truyền pháp và phó chúc đại sự Phật pháp : Từ sơ Tổ Đạt Ma ở Thiếu Lâm cho đến nay, y pháp truyền trao một lượt từ thầy cho trò qua mỗi đời. Y để biểu thị lòng tin, pháp để ấn tâm. Ta nay đã có người thừa truyền, còn lo gì thiếu lòng tin. Ta từ nhận y tới nay gặp rất nhiều nạn tai, huống hồ là đời sau, sự tranh giành càng thêm khốc liệt, cho nên y để dành trấn sơn môn. Ông nên nhận Tông chỉ, phân hóa một nơi, đừng để pháp ta đoạn tuyệt.
Sư sau khi đắc pháp,sư đến trụ chùa Tịnh Cư núi Thanh Nguyên, Cát Châu, chuyên tâm hoằng pháp lợi sinh.
Thiền sư Hà Trạch Thần Hội đến, sư hỏi: "Ở đâu đến?"
Thần Hội đáp: "Từ Tào Khê đến."
Sư hỏi: "Ý chỉ Tào Khê thế nào?" Thần Hội chỉnh thân rồi thôi.
Sư bảo: "Vẫn còn đeo ngói gạch."
Thần Hội hỏi: "Ở đây Hoà thượng có vàng ròng chăng?"
Sư đáp: "Giả sử có cho, ông để chỗ nào?"
Sau khi truyền pháp cho Hi Thiên xong, ngày 13 tháng 12 năm Canh Thìn, đời nhà Đường niên hiệu Khai Nguyên năm thứ 28, sư từ biệt chúng lên pháp đường ngồi kiết già mà tịch. Vua Đường Hiến Tông ban hiệu là Hoằng Tế Thiền sư, tháp hiệu Quy Sơn.

## Pháp ngữ
Có tăng nhân đến hỏi: Thế nào là đại ý của Phật pháp ?
Sư đáp: Gạo ở Lư Lăng giá bao nhiêu vậy cà ?